# Октябрьский (Дуванский район)
Октя́брьский (баш. Октябрьский) — деревня в Дуванском районе Республики Башкортостан Российской Федерации. Входит в состав Дуванского сельсовета.

## География

### Географическое положение
Расстояние до:
- районного центра (Месягутово): 65 км,
- центра сельсовета (Калмаш): 5 км,
- ближайшей ж/д станции (Сулея): 190 км.

Находится на правом берегу реки Юрюзани.

## Население
| 2002 | 2010 |
| ---- | ---- |
| 264  | ↘220 |